# 25 février aux Jeux olympiques d'hiver de 2018
Pour un article plus général, voir Jeux olympiques d'hiver de 2018.
Le dimanche 25 février aux Jeux olympiques d'hiver de 2018 est le dix-huitième et dernier jour de compétition et le seizième jour avec des médailles décernées.  

## Programme
| Heure UTC+9 (Pyeongchang)                     |               |
| bleu                                          | Cérémonie     |
| neutre                                        | Épreuve       |
| or                                            | Finale        |
| orange                                        | Petite finale |
| rose                                          | Reporté       |
| gris                                          | Annulé        |
| Compétition masculine                         | Hommes        |
| Compétition féminine                          | Femmes        |
| Compétition mixte (hommes et femmes mélangés) | Mixte         |
| Compétition en couple (1 homme et 1 femme)    | Couple        |
| modifier                                      |               |

| Horaire | Discipline Spécialité | Discipline Spécialité                 | Discipline Spécialité                         | Phase         | Résultats | Références |
| ------- | --------------------- | ------------------------------------- | --------------------------------------------- | ------------- | --- | ---------- |
| 09 h 05 |                       | Curling Tournoi femmes                | Compétition femmes                            | Finale        | 3 - 8 | -          |
| 09 h 30 |                       | Bobsleigh Bob à quatre                | Compétition hommes                            | Finale        | Allemagne · Francesco Friedrich · Candy Bauer · Martin Grothkopp · Thorsten Margis · Allemagne · Nico Walther · Kevin Kuske · Alexander Rödiger · Eric Franke · Corée du Sud · Won Yun-jong · Jun Jung-lin · Seo Young-woo · Kim Dong-hyun | -          |
| 09 h 30 |                       | Patinage artistique Gala d'exhibition | Compétition mixte (hommes et femmes ensemble) | Démonstration | - | -          |
| 13 h 10 |                       | Hockey sur glace Tournoi masculin     | Compétition hommes                            | Finale        | 4 - 3 | -          |
| 15 h 15 |                       | Ski de fond 30 km départ groupé       | Compétition femmes                            | Finale        | Marit Bjørgen · Krista Pärmäkoski · Stina Nilsson | -          |
| 20 h 00 |                       | Cérémonie de clôture                  | -                                             | Cérémonie     | - | -          |

## Tableau des médailles provisoire
- Pays organisateur (Corée du Sud)

| Rang  | Nation                        | Or                             | Argent                                                                  | Bronze                              | Total |
| ----- | ----------------------------- | ------------------------------ | ----------------------------------------------------------------------- | ----------------------------------- | ----- |
| 1     | Allemagne                     | Médaille d'or, Jeux olympiques | Médaille d'argent, Jeux olympiques · Médaille d'argent, Jeux olympiques |                                     | 3     |
| 2     | Suède                         | Médaille d'or, Jeux olympiques |                                                                         | Médaille de bronze, Jeux olympiques | 2     |
| 3     | Athlètes olympiques de Russie | Médaille d'or, Jeux olympiques |                                                                         |                                     | 1     |
| 3     | Norvège                       | Médaille d'or, Jeux olympiques |                                                                         |                                     | 1     |
| 5     | Corée du Sud                  |                                | Médaille d'argent, Jeux olympiques · Médaille d'argent, Jeux olympiques |                                     | 2     |
| 6     | Finlande                      |                                | Médaille d'argent, Jeux olympiques                                      |                                     | 1     |
| Total | Total                         | 4                              | 5                                                                       | 1                                   | 10    |

| Rang  | Nation                        | Or  | Argent | Bronze | Total |
| ----- | ----------------------------- | --- | ------ | ------ | ----- |
| 1     | Norvège                       | 14  | 14     | 11     | 39    |
| 2     | Allemagne                     | 14  | 10     | 7      | 31    |
| 3     | Canada                        | 11  | 8      | 10     | 29    |
| 4     | États-Unis                    | 9   | 8      | 6      | 23    |
| 5     | Pays-Bas                      | 8   | 6      | 6      | 20    |
| 6     | Suède                         | 7   | 6      | 1      | 14    |
| 7     | Corée du Sud                  | 5   | 8      | 4      | 17    |
| 8     | Suisse                        | 5   | 6      | 4      | 15    |
| 9     | France                        | 5   | 4      | 6      | 15    |
| 10    | Autriche                      | 5   | 3      | 6      | 14    |
| 11    | Japon                         | 4   | 5      | 4      | 13    |
| 12    | Italie                        | 3   | 2      | 5      | 10    |
| 13    | Athlètes olympiques de Russie | 2   | 6      | 9      | 17    |
| 14    | République tchèque            | 2   | 2      | 3      | 7     |
| 15    | Biélorussie                   | 2   | 1      | 0      | 3     |
| 16    | Chine                         | 1   | 6      | 2      | 9     |
| 17    | Slovaquie                     | 1   | 2      | 0      | 3     |
| 18    | Finlande                      | 1   | 1      | 4      | 6     |
| 18    | Grande-Bretagne               | 1   | 0      | 4      | 5     |
| 20    | Pologne                       | 1   | 0      | 1      | 2     |
| 21    | Hongrie                       | 1   | 0      | 0      | 1     |
| 21    | Ukraine                       | 1   | 0      | 0      | 1     |
| 23    | Australie                     | 0   | 2      | 1      | 3     |
| 24    | Slovénie                      | 0   | 1      | 1      | 2     |
| 25    | Belgique                      | 0   | 1      | 0      | 1     |
| 26    | Espagne                       | 0   | 0      | 2      | 2     |
| 26    | Nouvelle-Zélande              | 0   | 0      | 2      | 2     |
| 28    | Kazakhstan                    | 0   | 0      | 1      | 1     |
| 28    | Lettonie                      | 0   | 0      | 1      | 1     |
| 28    | Liechtenstein                 | 0   | 0      | 1      | 1     |
| Total | Total                         | 103 | 102    | 102    | 307   |